# 世界第一群交會
世界第一群交會（英語：World's Biggest Gang Bang）是一部由新加坡籍演員郭盈恩在美國所主演的色情電影。該電影標榜主演郭盈恩在片中與300多名男性發生性行為，但實際上卻只有251名。

## 外部連結
- 互联网电影数据库（IMDb）上《World's Biggest Gang Bang》的资料（英文）